# Internet Printing Protocol
Internet Printing Protocol（インターネット プリンティング プロトコル、略称IPP）は、インターネット網に代表されるTCP/IPネットワークを利用して、遠隔地にあるプリンタとコンピュータの間で印刷データなどのやりとりを行うための規格である。
通常のWebページの閲覧に使われるHTTPを拡張した規格であり、ルータによって隔てられた遠隔地のプリンタに対しても印刷操作を行うことが可能である。また、HTTPの認証機構（HTTP認証）や、TLSによるサーバ認証、クライアント認証、および暗号化にも対応している。
当初はファクシミリの代替としての利用も期待されていたが、使用するプリンタに対応するプリンタドライバがインストールされた環境からでないと送信できないこと、迷惑ファックスに悩む企業にとっては送信側の金銭負担がほぼゼロになるIPPの導入がためらわれたこと、加えて、自社内のみで利用するのであれば遠隔地の事業所間にVPNを構築することでIPPを使用せずともファイル共有とともにプリンタを共有可能であるため、2006年現在あまり普及しているとはいえない。
既存のプリンタをイーサネット、無線LAN等のネットワークに直接接続可能にするプリントサーバ製品群では、NetBEUI、AppleTalk等の既存のプロトコルと併せてIPPにも対応したものが増えている。

## 関連RFC
- RFC 8010
- RFC 8011
- RFC 2567
- RFC 2568
- RFC 2569